# Zweeftrein
Een zweeftrein is een trein die vlak boven de baan zweeft, en dus in beweging geen contact heeft met de baan. De bekendste uitvoering is de magneetzweeftrein, waarbij de trein door middel van magnetische levitatie boven de baan zweeft. Er zijn echter ook treinen die zweven door gebruik te maken van luchtkussens, zoals de Aérotrain.